# Sonic the Hedgehog Chaos
Sonic the Hedgehog Chaos, на території Японії відома під назвою Sonic & Tails (яп. ソニック＆テイルス, Сонікку андо Теірусу, укр. Сонік і Тейлз) — відеогра серії Sonic the Hedgehog, у жанрі платформер, розроблена компанією Aspect і видана компанією Sega в 1993 році на консолі Sega Master System та Sega Game Gear. Пізніше Sonic Chaos була портована на ігрові платформи кількох поколінь та входила до складу кількох збірників. Гра є сиквелом 8-бітної Sonic the Hedgehog 2. За сюжетом головний герой їжак Сонік, разом зі своїм другом лисеням Тейлзом, продовжують боротьбу проти лиходія доктора Роботніка на Південному Острові.
Розробка Sonic the Hedgehog Chaos розпочалася після виходу портативної версії Sonic the Hedgehog 2 у 1992 році. Хоча ігровий процес не відрізняється від попередників, проте команда внесла у гру нововведення та розвивала концепцію попередніх частин серії. У ході розробки Sonic the Hedgehog Chaos також зазнала змін у плані дизайну рівнів та деяких ігрових елементів.
Після виходу Sonic the Hedgehog Chaos одержала позитивні відгуки від преси. З гордості гри оглядачі називали графіку та музичний супровід, але критикували деякі елементи ігрового процесу. Попри високі оцінки, проєкту не вдалося завоювати належної популярності серед фанатів через слабкі продажі консолей Master System і Game Gear. В 1994 вийшов сиквел під назвою Sonic the Hedgehog Triple Trouble (Sonic & Tails 2 в Японії).

## Ігровий процес

Сонік на рівні «Turquoise Hill» (версія для Sega Master System). Ігровий процес Sonic Chaos не зазнав істотних змін у порівнянні з попередніми іграми серії

Sonic the Hedgehog Chaos є жанровим платформером, виконаним у двовимірній графіці. За сюжетом гри доктор Роботнік вкрав червоний Ізумруд Хаосу, а інші розвіялися по Південному Острову, через що цей острів почав опускатися в море. Їжак Сонік і лисеня Тейлз, бачачи це, вирішують зупинити лиходія і повернути дорогоцінне каміння.
У Sonic the Hedgehog Chaos є можливість грати за самого Соніка, або за лиса Тейлза. Сам же ігровий процес практично нічим не відрізняється від попередніх 8-бітних ігор серії Sonic the Hedgehog: персонажу гравця доведеться пройти шість ігрових зон («Turquoise Hill», «Gigalopolis», «Sleeping Egg», «Mecha Green Hill», «Aqua Planet» і «Electric Egg»), кожна з яких поділена на три акти та заповнена певними ворогами-роботами, званими бадниками (англ. Badnik). Гравець може атакувати ворогів шляхом згортання в колючий клубок у стрибку, або за допомогою прийому spin dash, розганяючись на місці та атакуючи швидкісним ударом у перекаті. На рівнях розкидані золоті кільця, які є захистом від ворогів, а при зборі в 100 штук персонажу дається додаткове життя. Якщо Соніку або Тейлзу буде завдано шкоди, то вони втрачають усі кільця, а без них при повторному нападі персонажі можуть загинути. Крім кілець, на рівнях розкидані численні бонуси, що зберігаються у спеціальних моніторах, наприклад, тимчасова невразливість або додаткове життя. Проходження кожного акта обмежено десятьма хвилинами; в залежності від витраченого на проходження часу в кінці акту гравцю присуджуються бонуси у вигляді додаткових очок, кілець або життя. У разі смерті персонажа гра починається заново або з контрольної точки. Для завершення проходження акта необхідно торкнутися таблички із зображенням Роботніка; наприкінці третього акта проходить битва з босом.
У грі існують особливі рівні - «Special Stage», призначені для збору Смарагдів Хаосу. За винятком першої локації, де персонаж летить по небу, інші рівні за структурою нагадують лабіринт. Щоб потрапити на «Special Stage», Соніку просто необхідно на рівні зібрати 100 кілець. Гравець за певний час збирає кільця та отримує за це додаткові очки та життя. Загалом у грі шість Ізумрудів Хаосу, і останній камінь необхідно отримати після битви з доктором Роботніком. На відміну від синього їжака, Тейлз неспроможний збирати смарагди. Коли лисиця збирає 100 кілець, він просто заробляє додаткове життя.

## Розробка та вихід гри
Sonic Chaos була розроблена компанією  Aspect, яка вже мала досвід створення платформерів для портативних консолей'. Попри те, що Sonic Chaos запозичує безліч особливостей попередника, команда внесла в гру нововведення і розвинула концепцію попередніх частин серії Sonic the Hedgehog. Так, у цьому проєкті вперше з'явилася здатність strike dash, завдяки якій Сонік на рівнях може швидко розбігтися. Крім того, гра стала першою в серії, де при завершенні рівня підраховується швидкість, з якою пройдено рівень. Пізніше ця особливість використовувалася в наступних частинах серії, наприклад Sonic Labyrinth і Sonic Unleashed.
Музичний супровід до гри написали композитори Кодзіро Мікуса та Масаюкі Нагао. Наперекір використання оригінальних композицій, у Sonic the Hedgehog Chaos були використані фрагменти музики із попередніх ігор серії. Мікуса брав участь у створенні реміксів. Так, для фонової музики рівня «Mecha Green Hill» був використаний змінений варіант композиції рівня «Green Hills» із Sonic the Hedgehog 2, яка своєю чергою є 8-бітним реміксом пісні «Sonic — You Can Do Anything» з гри Sonic the Hedgehog CD, а музика під час битви з фінальним босом є 8-бітною версією композиції рівня «Metallic Madness» також із Sonic the Hedgehog CD.
Гра демонструвалася на виставці CES влітку 1993. Цього ж року 25 жовтня відбувся реліз Sonic the Hedgehog Chaos на території Європи для консолі Master System. 10 листопада 1995 року ця версія була випущена в Північній Америці, де стала однією з перших ігор, що отримали рейтинг «E» від створеної трохи раніше Entertainment Software Rating Board. Пізніше Sega і Majesco разом випустили порт Sonic the Hedgehog Chaos (Sonic & Tails в Японії) для ігрової приставки Sega Game Gear. Від версії на Master System вона відрізняється нижчою роздільною здатністю, через що спрайти стали займати більшу частину екрана, проте розширилася палітра кольорів. Також були присутні незначні зміни у рівнях та музиці, пов'язані з технічними особливостями приставки.
Існує безліч портів Sonic the Hedgehog Chaos на консолі різних поколінь. У 2003 році гра увійшла в Sonic Adventure DX: Director’s Cut для консолі GameCube і персональних комп'ютерів під керуванням Microsoft Windows як мінігра, що відкривається, і була включена до складу збірки Sonic Mega Collection Plus. У 2009 році Sonic the Hedgehog Chaos була випущена для консолі Wii у сервісі Virtual Console.

## Оцінки та відгуки
| Агрегатор    | Оцінка        |
| ------------ | ------------- |
| GameRankings | 56,67 % (SMS) |

| Видання     | Оцінка         |
| ----------- | -------------- |
| AllGame     | (GG)           |
| GamePro     | 4,5/5 (GG)     |
| GamesRadar+ | 8/10 (SMS/GG)  |
| IGN         | 6/10 (SMS/Wii) |

Преса здебільшого позитивно оцінила гру Sonic the Hedgehog Chaos. За даними сайту MobyRank, середня оцінка платформера становить 88 балів із 100 можливих для консолі Game Gear та 75 балів для Master System. На GameRankings перевидання для Virtual Console має рейтинг 56,67%. Незважаючи на високі оцінки, грі не вдалося завоювати належної популярності через погані продажі консолей. У 1994 році проєкт отримав від журналу Electronic Gaming Monthly нагороду в номінації «найкраща гра на Game Gear», а у 2012 році посів 16 місце в аналогічному списку від GamesRadar.
Критик GameProна прізвисько The Unknown Gamer поставив платформер майже ідеальну оцінку - 4,5 бала з 5 можливих. «Sonic Chaos використовує формулу перемоги, з невеликими відмінностями роблячи його [проєкт] новим і цікавим», - заявив рецензент. З переваг проєкту критик виділив цікавий сюжет і гру за Тейлза. Музичний супровід та звукові ефекти також були високо оцінені, хоч і з іронією було помічено, що з такими композиціями премію «Греммі» не виграти. Головним недоліком критик вважав невелику складність проходження рівнів.
Оглядач із IGN Лукас Томас оцінив перевидання на Wii у 6 балів із 10 можливих. На думку журналіста, Sonic Chaos швидше за все куплять лише шанувальники серії, оскільки порівняно з 8-бітними Sonic 1 та Sonic 2, вона виглядає «прісно». Іншим власникам консолі він рекомендував глянути на проєкти, що виходили раніше на Mega Drive/Genesis. Незважаючи на не запам'ятний саундтрек, і відсутність оригінального дизайну рівнів, Томасу сподобалися деякі нововведення в геймплеї, наприклад, гра за Тейлза і наявність «Special Stage».
Представник сайту GamesRadar оцінив проєкт у 8 балів. На відміну від свого колеги з IGN, Джастін Тауелл позитивно відгукнувся про дизайн рівнів, хоч і теж помітив, що вони виглядають не оригінально і намагаються наслідувати ігри на Mega Drive/Genesis. За його словами, зараз платформер виглядає застарілим, але з цим можна змиритись. Крім ігрового процесу, Тауелл сподобалися «Special Stage» і наявність у Соніка «божевільних» реактивних черевиків. Як недоліки згадувалися швидка і часто смикана швидкість проходження рівнів.
Високо оцінив Sonic Chaos оглядач сайту Power Sonic, давши 9,25 балів із 10 можливих. «Sonic Chaos має інший стиль, в порівнянні з Sonic 2, і змінився на краще» - заявляє рецензент. До істотних переваг проєкту були віднесені можливість грати як за Соніка, так і за Тейлза, кожен з яких має унікальні прийоми. Серед іншого, критик удостоїв похвали покращений геймплей, а особливі рівні назвав «веселими». Критиці оглядач піддав музичному супровіді і неможливість грати за Тейлза на особливих рівнях.

### Вплив
Sonic the Hedgehog Chaos стала першою грою серії для портативних консолей, де лис Тейлз є ігровим персонажем. Згодом, у 1994 році було випущено продовження гри - Sonic the Hedgehog Triple Trouble (Sonic & Tails 2 в Японії), в якій Тейлз також є ігровим персонажем, а ігрова механіка багато в чому повторює попередню частину. За сюжетом доктор Роботнік знову отримав усі Смарагди Хаосу, але, на його жаль, під час тестування нової ядерної зброї сталося замикання, в результаті якого все дорогоцінне каміння знову розсіялося по всьому острову. Сонік і Тейлз вирушають на пошуки Смарагдів Хаосу. Проте інтерес до смарагдів виявляють мисливець Фенг Снайпер, який, у разі знаходження каміння, збирається продати їх і отримати гроші, а також єхидна Наклз.
В інтерв'ю сайту GameSpot помічник бренд-менеджера компанії Sega Кен Балоу заявив, що Sonic Chaos змінив ситуацію, коли після виходу приставок четвертого покоління, ігри на консолях попереднього покоління здавались «трохи грубими». Він також додав, що гра була «не настільки вражаюча, як її побратими на Sega Mega Drive».